# エムシーシスター
『エムシーシスター』(mc Sister) は婦人画報社が発行した10代少女向け月刊ファッション女性誌である。

## 概要
1966年に隔月で創刊し、1973年に月刊化した。2002年2月号で休刊した。「mc」は兄妹誌「MEN'S CLUB」の略。
自誌に登場するモデルを人格化して個性を尊重し、他雑誌と差別化した。のちに他の女性情報誌も追随する。 専属モデルをシスターモデルと称し、年に一度の一般公募オーディションで選考した。地方在住者から人材を発掘することを目したオーディションで、倍率は約一万倍と、競合他誌に比して人気が高かった。
同誌のモデルからは小川ローザを始めとして1970年代に中村れい子、1980年代に村上里佳子、1990年代に川原亜矢子など数多くのタレントや女優を輩出し、スターへの登竜門とされた時期もあった。
毎年夏に東京をほか数都市でシスターフェスティバル (Sister Festival) を主催した。80年代以降は人気が高まりチケットの入手が困難であった。専属モデルのファッションショーや企業ブースなども出店し、ファッション雑誌主催の大規模イベントは初めての試みで、他誌も追随した。
休刊後はイトーヨーカドーが展開する女児向けの子供服ブランドとして存在しているが、本誌とは無関係である。

## 同誌で活躍したレギュラー、専属モデル
50音順
- 赤坂沙里（小川ローザと同時期）
- 有森也実
- 伊丹マリ（小川ローザと同時期）
- 今井美樹
- 岩崎良美
- 遠藤康子
- 太田直子
- 大野由美子
- 小川ローザ
- 小野リエ
- 香椎由宇
- 鑑田幸代
- 神谷レイ
- 勝田二三子
- 川原亜矢子
- 木口美和子
- 黒澤優
- 黒谷友香
- 後藤妙子
- 小林あけみ（小林明実 現:AKEMI）
- 古牧ユカ（現:小牧ユカ）
- 今藤マリ
- 沢村なるみ
- 清水ゆみ
- 下倉友希（現:鮫島友希[1]）
- 関川陽子

- 高岡早紀
- 高橋環
- 高見恭子
- 高山理衣（現:理衣）津久井メリー
- 竹内美佳
- 立花マリ（小川ローザと同時期）
- 田中カール[2]
- 田中みのり
- 田丸麻紀
- 千葉アリサ
- 津坂早紀
- 土屋久美子
- 飛田水穂
- 鳳山絵里（現：鳳山雅姫）
- 永瀬沙世
- 中原歩
- 中村れい子
- 中村友香
- 中山美穂
- 成松阿留奈
- 西橋優恵 (現：優恵)
- 根本聖子
- 長谷川京子
- ハナ（現:はな）

- 羽鳥晶子
- 浜島直子
- 平山葉子
- 藤本愛子
- 細井香葉子
- 真壁小巻
- 町田裕世
- 松本美樹
- 宮沢りえ
- 宮原祥子
- 宮永リサ
- 村上里佳子
- 森本さやか
- 安田怜子
- 安田成美
- 矢松亜由美
- 吉沢まゆみ
- 吉田光希[3][4]
- 米田有希
- 鷲尾いさ子

## mcSisters
1998年に専属モデルで結成したグループ。メンバーは岩崎良美、木口美和子、下倉友希、田中みのり、千葉アリサ、凰山絵里、永瀬沙世、中原歩、成松阿留奈、平山葉子、松本美樹の11人。
シングルCD「何処か?」（1998年7月23日）でデビューし、CD-ROM「Digital mc Sister」も同時に発売されている。

## 関連作品
- ミニアルバム「Popーin Bags」 （1996年、トイズファクトリー)
  - 太田直子、千葉アリサ、永瀬沙世、中原歩の4人とカジヒデキ、堀江博久、仲真史、光嶋崇、神田朋樹、Tsutchieらによるコラボレーションアルバム。